# 北海街道 (大连市)
北海街道，曾是中华人民共和国辽宁省大连市旅顺口区下辖的一个街道。2019年并入三涧堡街道。

## 行政区划
北海街道下辖李家沟村、沙包村、泥河村、北海村、袁家沟村。